# Sankt Wendel (distrito)
Sankt Wendel é um distrito (kreis ou landkreis) da Alemanha localizado no estado do Sarre.

## História
O distrito foi criado em 1834 quando a Prússia comprou a região de Lichtenfeld da Saxônia-Coburgo. Após a Segunda Guerra Mundial, a região do Sarre ficou sob o governo especial da Liga das Nações, por consequência o distrito de Sankt Wendel foi dividido em duas partes. A parte norte, o Restkreis Sankt Wendel, foi unido ao distrito de Birkenfeld, no estado da Renânia-Palatinado, a parte sul permaneceu no Sarre com seu tamanho reduzido.

## Cidades e Municípios
| Cidades         | Municípios                                      |                                     |
| --------------- | ----------------------------------------------- | ----------------------------------- |
| 1. Sankt Wendel | 1. Freisen 2. Marpingen 3. Namborn 4. Nohfelden | 1. Nonnweiler 2. Oberthal 3. Tholey |
|                 |                                                 |                                     |